# Кір'ят-Малахі
Кір'ят-Малахі (івр. קִרְיַת מַלְאָכִי «місто ангела» або «місто Малахії») — місто у Південному окрузі Ізраїлю, за 10 км на південний схід від Ашдода.

## Історія
Поселення було засновано 1950 року як тимчасовий табір репатріантів (ма'абара) під назвою Кастіна. Сучасну назву місто отримало 1958 року на знак вдячності єврейській громаді Лос-Анджелеса (на івриті «янгол» — מַלְאָךְ мал'ах) за фінансування будівництва перших житлових будинків, а також під впливом Книги пророка Малахії 1:1. Того ж року Кір'ят-Малахі отримав статус місцевої ради, а 1998 — статус міста.